# Amerikas historia
Amerikas historia sträcker sig tiotusentals år tillbaka i tiden med människans närvaro. Arkeologiska fynd har visat att det redan för 50 000 år sedan fanns människor i Amerika – dessa hade samma ursprung som de australiska aboriginerna. Hur de tog sig till Amerika är okänt. Dessa utrotades när människor från norra Asien trängde in i kontinenten. Exakt när detta skedde för första gången är omtvistat men de flesta forskare anser att det var för mer än 16 000 år sedan via Beringia, en landbrygga över Berings sund. Olika teorier finns för vilken väg man sedan tog söderut. En del hävdar att det skedde via inlandet, andra att det var via Stilla havskusten. Den äldsta kända bosättningen av dessa i Amerika är Monte Verde i södra Chile, där 20-30 personer levde i hyddor för cirka 14 000 år sedan.

Omkring 6 000 f.Kr. började fasta bosättningar med jordbruk uppstå. I Nord-, Central- och stora delar av Sydamerika blev majs snart den viktigaste grödan,och kompletterades av squash och bönor och en stor variation av djur, från storvilt och fisk till reptiler och insekter. I de kalla högländerna kring Anderna lämpade sig potatis väl för odling, och man avlade snart fram en stor variation av sorter.
Efter 1500-talet f.Kr. uppstod en rad avancerade högkulturer, särskilt i Centralamerika, men även längs Anderna i Sydamerika och i de södra delarna av det som i dag är USA. Förutom en kortlivad koloni grundad av vikingarna på 1000-talet på Newfoundland och diverse kontakter mellan inuiter var Amerika isolerat från omvärlden fram till slutet av 1400-talet, när Christopher Columbus seglade över Atlanten i tron att han skulle hitta en kortare väg till Indien. Efter att europeiska stater fick vetskap om en helt ny kontinent följde en erövring och kolonisering som underkuvade och krossade de gamla inhemska civilisationerna och utrotade många etniska grupper totalt. Främst bland kolonialmakterna var till en början Spanien och Portugal, och senare England och Frankrike.
Med början i de brittiska besittningarna i Nordamerika i slutet av 1700-talet förklarade många gamla kolonier sig självständiga. Först ut var USA och följdes senare av stater som Mexiko, Argentina, Chile och Brasilien på 1800-talet. Dessa nya stater var baserade på europeiska modeller och språk och grundades av ättlingar till invandrade européer: i nord var främst engelsmän och fransmän, i syd spanjorer och portugiser. I USA och Kanada marginaliserades den ursprungliga befolkningen nästan totalt, medan den tidigare kulturen i Mexiko, Centralamerika och Sydamerika ofta blivit något mer integrerad och rehabiliterad inom sfären för de moderna statsbildningarna.
Politiskt steg Amerika in på världspolitikens arena på allvar under första världskriget då flera stater deltog på ententens sida mot centralmakterna. Särskilt USA, med dess växande befolkning, varierade naturresurser och enorma industriella kapacitet växte fram som en dominerande makt i regionen. Efter andra världskriget, då USA stod kvar som en av segrarnationerna, fick landet en status som supermakt i det kommande kalla kriget, i konkurrens med Sovjetunion. Den militära och ideologiska kampen mellan dessa maktsfärer hade stort inflytande på Central- och Sydamerika, där de två supermakterna stred om politiskt inflytande.

## Mesoamerikas högkulturer

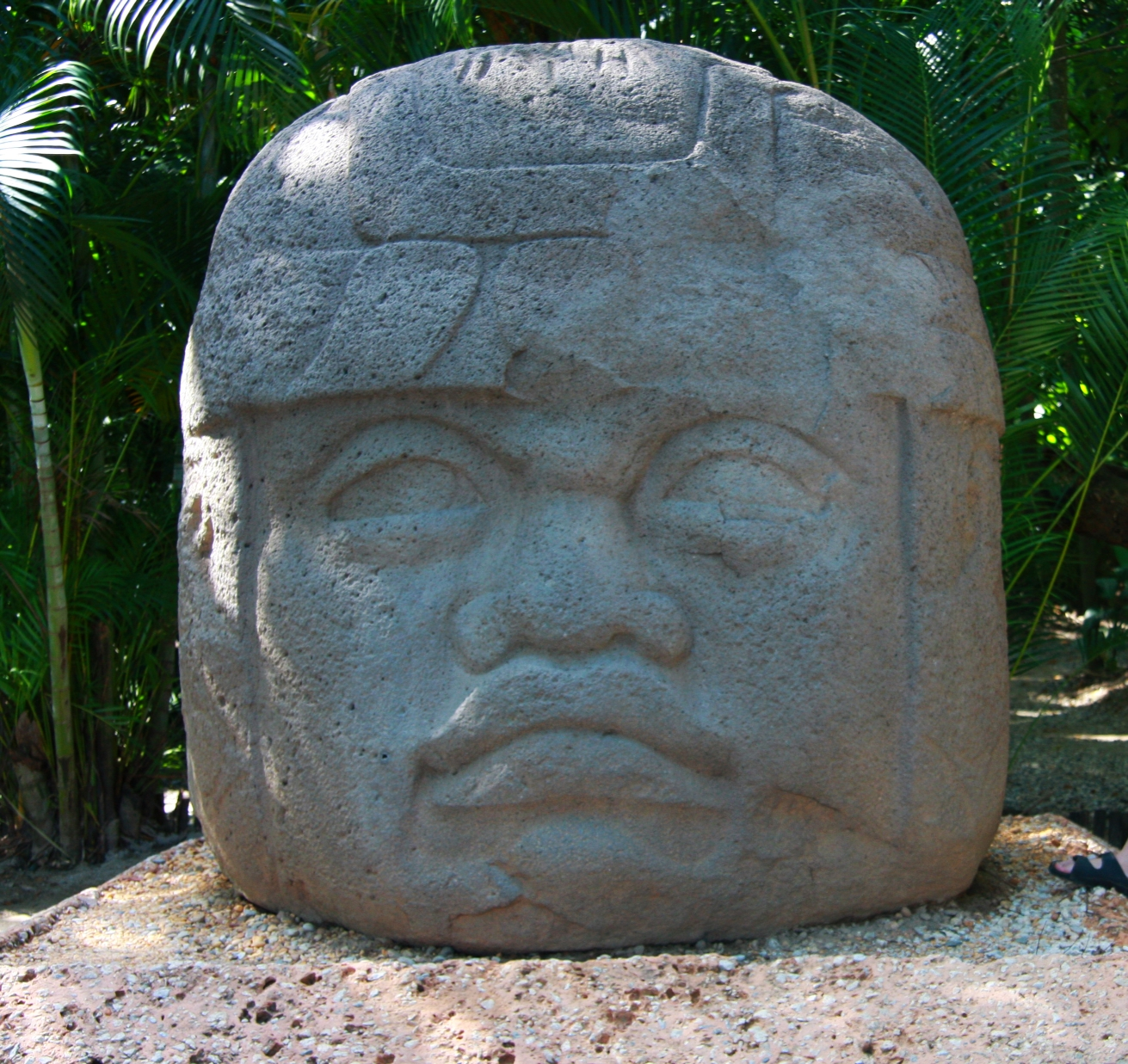
Ett olmekiskt stenhuvud i La Venta.

De första högkulturerna utvecklades runt 1500-talet f.Kr. framförallt i Mesoamerika. En av de första av dessa har fått den gemensamma benämningen olmeker, även om det rörde sig om en mängd olika grupper med olika, men ändå likartade, traditioner. Olmekerna utvecklade tidigt en avancerad kultur med stora städer, enorma pyramider, avancerad bildsymbolik, skrift och omfattande handel med varor som kakao, keramik, gummi, pälsverk och obsidian, en form av mycket hårt, svart vulkaniskt glas som användes till att göra olika sorters vapen. Den olmekiska kulturen lade grunden för många av senare civilisationer i Centralamerika genom sina tekniska och intellektuella landvinningar, och även genom att föra vidare traditioner som människooffer i religiösa ceremonier, något som i senare högkulturer förekom på stor skala. Någon gång på 900-talet f.Kr. förstördes San Lorenzo, centrum för olmekernas civilisation, troligen av invaderande nomadfolk från norr, och nya kulturcentra uppstod i La Venta, och senare Tres Zapotes.

### Klassiska civilisationer

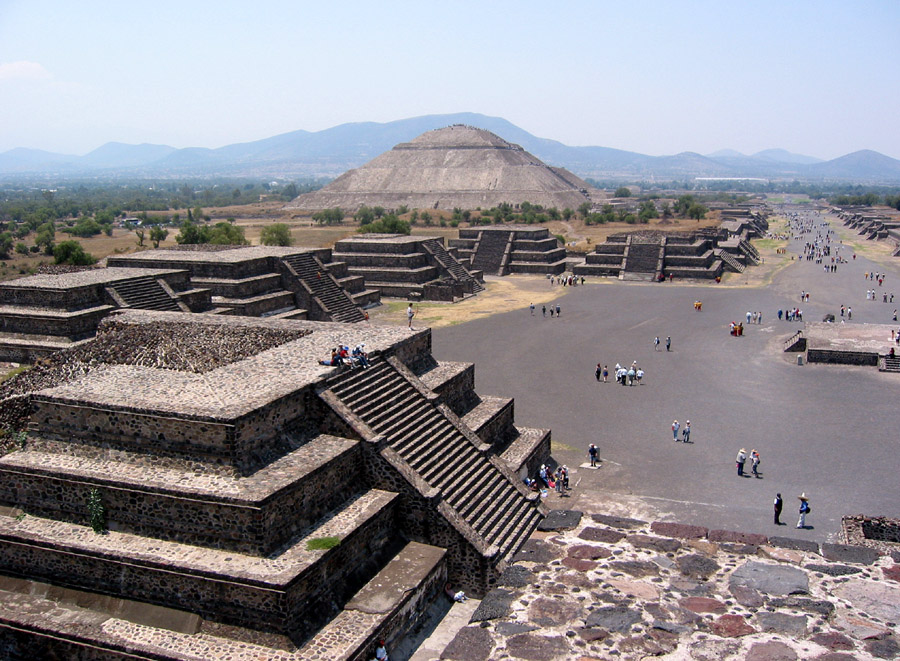
Pyramider i ruinerna av Teotihuacán, ett av de mest inflytelserika kulturcentra under den klassiska perioden.

Det första årtusendet före vår tideräkning benämns i modern historieskrivningen som den klassiska perioden i Centralamerikansk historia. Flera städer uppstod och bildade centrum för större stadsstater som knöt mindre städer i sin omgivning kring sig. Den största av dessa var Teotihuacán, i närheten av dagens Mexico City, som under sin mest framgångsrika period hade upp till 200 000 invånare och massiva komplex av pyramider tillägnade dyrkandet av gudar förknippade med bl.a. solen och månen. Teotihuacán utövade ett starkt och varaktigt inflytande på sin omgivning och den kultur som uppstod där, till exempel dyrkandet av skaparguden Quetzalcoatl/Kukulcán, den befjädrade ormen, blev ett bestående inslag som skulle vara ända till den europeiska kolonisationen ersatte mycket av den gamla kulturen i början av 1500-talet. 
Runt 300–900-talen blomstrade mayafolkets kultur under det man benämner "den klassiska tiden". Man vet inte exakt var mayafolket kom ifrån, men på språkliga grunder tror man att det kan ha varit ett folk, som härstammade från nuvarande Oregon och norra Kalifornien i nordvästra Nordmerika som senare migrerade till Yucatanhalvön, där deras sena civilisation hade sitt centrum. Mayakulturen liknade på många sätt de tidigare olmekerna. Mayakulturen bestod av flera, ofta inbördes stridande, stadsstater, som styrdes av en elit av krigare och präster. Man praktiserade människooffer som man försäkrade sig genom att ta krigsfångar i strid med andra städer, men även härskare förväntades regelbundet utföra blodsoffer för att säkra gudarnas välvilja. Mayafolket var framstående arkitekter, astronomer och matematiker; man utvecklade ett effektivt räknesystem, som var vigesimalt (baserad på talet 20) och hade ett tecken för noll.  Deras kalender var mer exakt än den gregorianska kalendern som infördes i Europa först under tidig modern tid och man utförde mycket precisa beräkningar av himlakropparnas rörelser (utan någon form av optik). Mayakulturen praktiserade ett mycket intensivt jordbruk som uppbar en stor befolkning, men kollapsade på 900-talet, troligen av överbefolkning, utarmning av jorden, sjukdomar och konstant krigföring.

### Toltekerna
Teotihuacán förstördes någon gång på 700-talet av invasioner från norr och med det föll gradvis mycket av den civilisation den hade grundat och även andra städer som var inom dess maktsfär, som Monte Albán. Tiden mellan 800 och 1000 kännetecknades av splittring och stark militarism där små stater ständigt låg i strid med varandra. Bland dessa småstater uppstod till slut en allians av starka småstater, toltekerna, som cirka 980–1000 under härskaren Topiltzin lade större delen av centrala Mexiko under sig. Man beundrade den äldre kulturen som uppstått i Teotihuacán och tog upp många gamla traditioner, men i ett samhällssystem där krigare utgjorde den dominerande eliten. Topiltzins styre följdes av en ny tid av oro med missväxt och svält som sen följdes av ytterligare invasioner norrifrån av chichimeker.

### Aztekerna

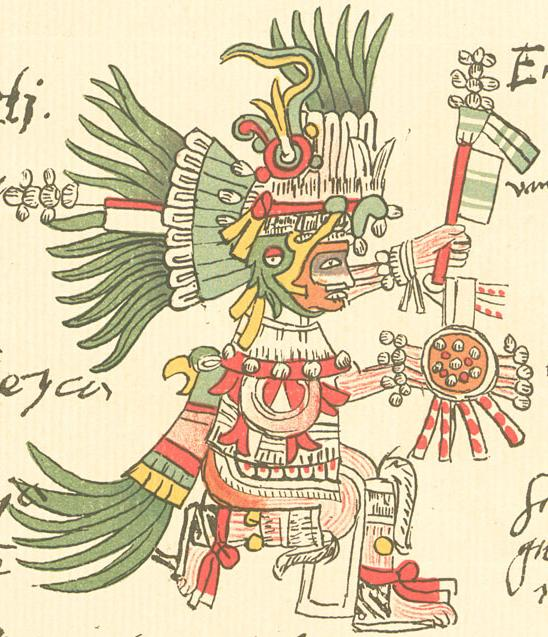
En avbildning av Huitzilopochtli, en av aztekernas mest vördade gudar; Telleriano-Remensis-kodexen, 1500-talet.

Aztekriket uppstod först på 1420-talet som en allians mellan olika folk med sin maktbas i området runt dagens Mexico City, som då hette Tenochtitlan. Riket styrdes av en krigararistokrati som genom militär makt och religiös ideologi knöt näraliggande stater till sig inom ramen för tributförhållanden. Aristokratin valde ur vissa framstående familjer en härskare som sen fick en gudomlig status och vördades med stor vördnad. Religionen, som krävde regelbundna och ofta storskaliga människooffer, var nära knuten till den utstuderade militarismen. Krig fördes inte bara för att underkuva folk utan även för att ta krigsfångar som offrades för att blidka gudarna. Man praktiserade även rituell kannibalism i viss omfattning där delar av offer gavs till krigare och präster och vördades som heliga reliker. Den aztekiska centralmakten lagrade även överskottet från skördar som kunde användas för att berika eliten eller för att föda befolkningen i kristider. En omfattande handel bedrevs med varor som obsidian (för vapentillverkning), ädelmetaller, kakao och diverse livsmedel. Basen för allt jordbruk var majs, en gröda som förädlats över flera tusen år och fanns i ett otal sorter som man bakade bröd eller gjorde välling av. Majsens brister på vissa aminosyror kompletterades med hjälp av en process som kallas nixtamalisering (uppblötning och förvällning i vatten med tillskott av kalk) samt grödor som bönor, squash, chili och (i områden med stora sjöarealer) även den mycket näringsrika algen spirulina. Utbudet av animalier var mycket varierat och bestod av kalkon, fisk, skaldjur, amfibier, en enorm variation av insekter och larver och i vissa fall även hund. Majsen var den mest vördade födan och var central inom mytologin.
Könsroller befästes redan vid födselns genom att barnets navelsträng begravdes under små modeller av vapen för pojkar eller hushållsredskap för flickor. Pojkar sattes tidigt i utbildning för att bli krigare och de som inte klarade kraven sållades ut och blev arbetare främst inom jordbruket. Kvinnor deltog inte i det politiska livet och var förpassade främst till hemmet. En begränsade faktor för rikets omfattning var bristen på större dragdjur och hjulförsedda vagnar. Transporter utfördes av bärare och krigståg var begränsade av hur mycket proviant en armé kunde bära på soldaternas och hjälptruppernas ryggar eller hur mycket livsmedel som kunde säkras från de områden man tågade genom.

### Sydamerika

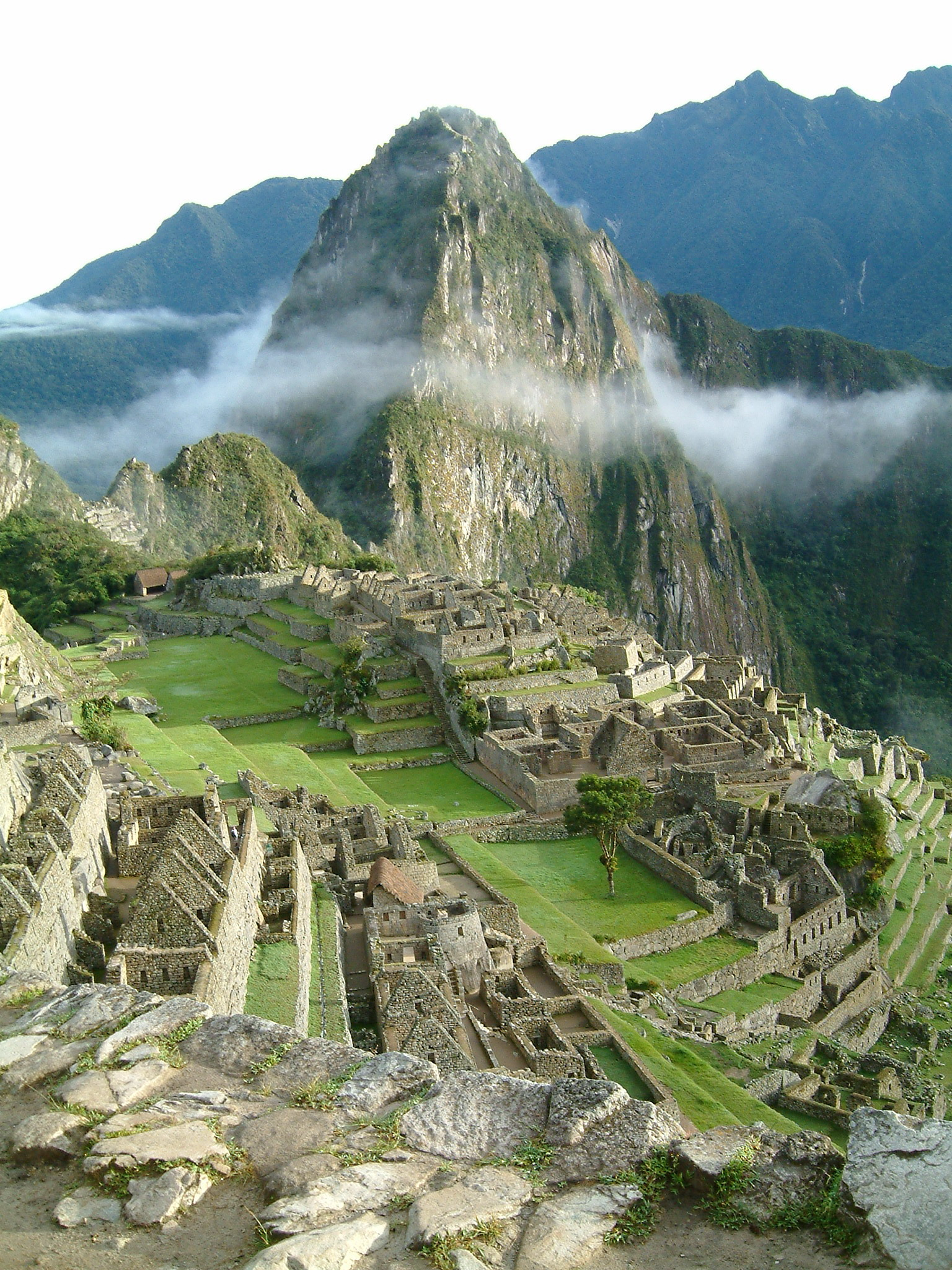
Ruinerna av Machu Picchu, en av Inkarikets många lämningar.

I Sydamerika konsoliderades Inkariket successivt från 1100-talet och framåt. Det fick sitt namn från titeln på dess härskare, som liksom aztekernas härskare vördades som en gudomlig figur. I Inkariket upphörde dock inte kulten vid inkans död. Istället blev dennes mumie bevarad och tillbads som han blivit när han levde. Mumien ägde fortfarande allt det land som inkan hade ägt i livet, paraderades som en relik inför folket och deltog regelbundet i banketter med sina släktingar. En ny inka var tvungen att komma till makten med egna tillgångar och den gradvisa ackumulationen av mark i de kungliga mumiernas ägo (som administrerades av deras släktingar) ledde till slut till en politisk kris när systemet började ifrågasättas.
Riket växte till ett vidsträckt imperium från dagens Chile ända upp till Guatemala. Maktbasen låg i Perus högländer och basfödan var, till skillnad från i norr, potatis, diverse andra rotfrukter och sädesslag som quinoa och amarant, även om majs hade en status av prestigeföda. Man födde upp kameldjur som lamor och alpackor som man använde som packdjur och som en källa till ull. I än högre grad än hos aztekerna lagrade man jordbruksöverskottet i statliga magasin som sedan användes till att utfodra fattiga delar av befolkningen i en form av välfärdspolitik. Systemet med statliga livsmedelsdepåer och insamlingen av dessa som skatt organiserades med ett nätverk av vägar, budbärare och en form av notationssystem som bestod av knutar på snören och fungerade som stöd för minnet.
Maktutövning var starkt militaristisk, men var inte lika rituell som i Mellanamerika. I likhet med andra amerikanska folk använde inkafolket aldrig hjulet till transporter utan förlitade sig till bärare, kameldjur som packdjur eller till att dra slädar med varor, något som begränsade effektiviteten i kommunikation och administration av ett så stort rike. Till skillnad från aztekerna uppfann inkacivilisationen aldrig någon mer avancerad form av skrift och hade inte heller lika stora urbana centra. Religionen fokuserade mycket på kulten av de kungliga mumierna, heliga djur (till exempel lamor) och inkan själv och hade betydligt mer begränsade inslag av blodsoffer.